# Mistrzostwa Świata w Piłce Nożnej 2018 (eliminacje strefy AFC)/Grupa 3

## Grupa 3
| Lp. | Drużyna  | M | Mecze | Mecze | Mecze | Bramki | Bramki | Bramki | Pkt |
| Lp. | Drużyna  | M | W     | R     | P     | +      | −      | +/−    | Pkt |
| --- | -------- | - | ----- | ----- | ----- | ------ | ------ | ------ | --- |
| 1.  | Katar    | 8 | 7     | 0     | 1     | 29     | 4      | +25    | 21  |
| 2.  | Chiny    | 8 | 5     | 2     | 1     | 27     | 1      | +26    | 17  |
| 3.  | Hongkong | 8 | 4     | 2     | 2     | 13     | 5      | +8     | 14  |
| 4.  | Malediwy | 8 | 2     | 0     | 6     | 8      | 20     | −12    | 6   |
| 5.  | Bhutan   | 8 | 0     | 0     | 8     | 5      | 52     | −47    | 0   |

## Mecze
| 11 czerwca 2015 14:00 CEST | Hongkong · McKee 19', 57' · Annan 23' · Lo Kwan Yee 30' · Ju Yingzhi 42' · Lam Ka Wai 49' (k) · Godfred 68' | 7:0(4:0)Raport | Bhutan | Mong Kok Stadium, Mong Kok Widzów: 6326 Sędzia: Çarymyrat Gurbanow |
|                            | |                |        |                                                                    |

| 11 czerwca 2015 18:00 CEST | Malediwy | 0:1(0:0)Raport | Katar · Maqsoud 90+8' | Stadion Narodowy, Male Widzów: 9000 Sędzia: Yudai Yamamoto |
|                            |          |                |                       |                                                            |

| 18 czerwca 2015 14:00 CEST | Bhutan | 0:6(0:1)Raport | Chiny · 45+2', 61', 76' Yang Xu · 55' Wu Lei · 67', 83' Yu Dabao | Changlimithang, Thimphu Widzów: 10 000 Sędzia: Rowan Arumughan |
|                            |        |                |                                                                  |                                                                |

| 18 czerwca 2015 14:00 CEST | Hongkong · Xu Deshuai 63' · Lam Ka Wai 67' | 2:0(0:0)Raport | Malediwy | Mong Kok Stadium, Mong Kok Widzów: 2370 Sędzia: Adham Makhadmeh |
|                            |                                            |                |          |                                                                 |

| 3 września 2015 13:35 CEST | Chiny | 0:0(0:0)Raport | Hongkong | Bao’an Stadium, Shenzhen Widzów: 26 713 Sędzia: Strebre Delovski |
|                            |       |                |          |                                                                  |

| 3 września 2015 18:00 CEST | Katar · Musa 8', 28' · Kasola 18' · Assadalla 21', 45', 63' · Al-Haidos 25', 87' · Muntari 38', 41', 48' · Afif 56' · Khoukhi 62', 70' · Mohammad 75' | 15:0(8:0)Raport | Bhutan | Jassim Bin Hamad Stadium, Doha Widzów: 2022 Sędzia: Mohammad Abu Loum |
|                            | |                 |        |                                                                       |

| 8 września 2015 13:35 CEST | Malediwy | 0:3(0:1)Raport | Chiny · 8', 57' Yu Dabao · 66' Zhang Linpeng | Stadion Olimpijski w Shenyang, Shenyang (Chiny) Widzów: 28 036 Sędzia: Sukhbir Singh |
|                            |          |                |                                              |                                                                                      |

| 8 września 2015 14:00 CEST | Hongkong · Bai He 87' · Godfred 89' | 2:3(0:1)Raport | Katar · 22' Boudiaf · 62' Hassan · 84' Musa | Mong Kok Stadium, Mong Kok Widzów: 6396 Sędzia: Kim Sang-woo |
|                            |                                     |                |                                             |                                                              |

| 8 października 2015 14:00 CEST | Bhutan · T. Dorji 85' · Gyeltshen 88' · Basnet 90+1' | 3:4(0:3)Raport | Malediwy · 11' Nashid · 23', 33', 57' (k) Ashfaq | Changlimithang, Thimphu Widzów: 7000 Sędzia: Tayab Shamsuzzaman |
|                                |                                                      |                |                                                  |                                                                 |

| 8 października 2015 17:30 CEST | Katar · Boudiaf 22' | 1:0(1:0)Raport | Chiny | Jassim Bin Hamad Stadium, Doha Widzów: 7730 Sędzia: Ko Hyung-jin |
|                                |                     |                |       |                                                                  |

| 13 października 2015 14:00 CEST | Bhutan | 0:1(0:0)Raport | Hongkong · 89' Chan Siu Ki | Changlimithang, Thimphu Widzów: 7280 Sędzia: Aziz Asimov |
|                                 |        |                |                            |                                                          |

| 13 października 2015 17:30 CEST | Katar · Khoukhi 28', 70' · Kasola 68' · Musa 90+2' | 4:0(1:0)Raport | Malediwy | Jassim Bin Hamad Stadium, Doha Widzów: 4000 Sędzia: Ahmed Al-Kaf |
|                                 |                                                    |                |          |                                                                  |

| 12 listopada 2015 11:50 CET | Malediwy | 0:1(0:1)Raport | Hongkong · 13' (k.) Paulinho | Stadion Narodowy, Male Widzów: 6000 Sędzia: Ammar Al-Jeneibi |
|                             |          |                |                              |                                                              |

| 12 listopada 2015 12:35 CET | Chiny · Mei Fang 10' · Yang Xu 13', 22' (k), 38', 53' · Yu Dabao 16', 39' · Yu Hanchao 35', 73' · Wang Yongpo 67', 82' · Zhang Xizhe 89' | 12:0(7:0)Raport | Bhutan | Helong Stadium, Changsha Widzów: 27 358 Sędzia: Marai Al-Awaji |
|                             | |                 |        |                                                                |

| 17 listopada 2015 13:00 CET | Hongkong | 0:0(0:0)Raport | Chiny | Mong Kok Stadium, Mong Kok Widzów: 6071 Sędzia: Nawaf Szukr Allah |
|                             |          |                |       |                                                                   |

| 17 listopada 2015 13:00 CET | Bhutan | 0:3(0:2)Raport | Katar · 22' Muntari · 36', 90' Al-Haidos | Changlimithang, Thimphu Widzów: 4128 Sędzia: Ilgiz Tantashev |
|                             |        |                |                                          |                                                              |

| 24 marca 2016 12:35 CET | Chiny · Jiang Ning 2', 84', 90+1' · Yang Xu 12' | 4:0(2:0)Raport | Malediwy | Wuhan Sports Center Stadium, Wuhan Widzów: 32 618 Sędzia: Ali Sabah Adday Al-Qaysi |
|                         |                                                 |                |          |                                                                                    |

| 24 marca 2016 17:00 CET | Katar · Al-Haidos 20' · Soria 87' | 2:0(1:0)Raport | Hongkong | Jassim Bin Hamad Stadium, Doha Widzów: 10 170 Sędzia: Dmitriy Mashentsev |
|                         |                                   |                |          |                                                                          |

| 29 marca 2016 14:15 CEST | Chiny · Bowen 57' · Wu Lei 88' | 2:0(0:0)Raport | Katar | Shaanxi Province Stadium, Xi’an Widzów: 46 718 Sędzia: Mohd Amirul Izwan Yaacob |
|                          |                                |                |       |                                                                                 |

| 29 marca 2016 18:00 CEST | Malediwy · Asaduhulla 37' · Ashfaq 81', 90+4' (k) · Naiz 87' | 4:2(1:1)Raport | Bhutan · 7' Gyeltschen · 48' (k) T. Dorji | Stadion Narodowy, Male Widzów: 4102 Sędzia: Kim Sang-woo |
|                          |                                                              |                |                                           |                                                          |